# Hemipterodes nubilata
Hemipterodes nubilata là một loài bướm đêm trong họ Geometridae.